# Ulomyia ophicornis
Ulomyia ophicornis är en tvåvingeart som beskrevs av Vaillant 1983. Ulomyia ophicornis ingår i släktet Ulomyia och familjen fjärilsmyggor.
Artens utbredningsområde är Rumänien. Inga underarter finns listade i Catalogue of Life.